# Pneumònia bacteriana
La pneumònia bacteriana és una infecció dels pulmons causada per bacteris. El pneumococ (Streptococcus pneumoniae),
un organisme grampositiu que sovint colonitza la gola, és el bacteri que causa pneumònia més sovint en tots els grups d'edat tret dels nounats (CIE-10: J13). Una altra causa important de pneumònia per bacteris grampositius és la causada per l'estafilococ daurat (Staphylococcus aureus) (CIE-10: J15.2).
Amb menys freqüència es veuen pneumònies bacterianes causades per bacteris gramnegatius, com Haemophilus influenzae (CIE-10: J15.2), Klebsiella pneumoniae (CIE-10: J15.0), Escherichia coli (CIE-10: J15.5), Pseudomonas aeruginosa (CIE-10: J15.1) i Moraxella catarrhalis, entre els més comuns. Aquests bacteris sovint viuen al tracte gastrointestinal i entren als pulmons quan és inhalat el contingut gàstric (com quan es produeix vòmit).
Els bacteris Coxiella burnetti, Chlamydophila pneumoniae (CIE-10: J16.0), Mycoplasma pneumoniae (CIE-10: J15.7) i Legionella pneumophila són agents causals menys habituals, de manera que una pneumònia causada per aquests organismes rep el nom de pneumònia activa i es dona habitualment en adolescents i adults joves, tendeix a ser menys greu i el seu curs de tractament és diferent del de les pneumònies bacterianes tradicionals.